# Ace High (film 1918)
Ace High è un film muto del 1918 diretto da Lynn Reynolds.

## Produzione
Il film fu prodotto dalla Fox Film Corporation.

## Distribuzione
Distribuito dalla Fox Film Corporation, il film uscì nelle sale cinematografiche USA il 9 giugno 1918.